# Kodeń

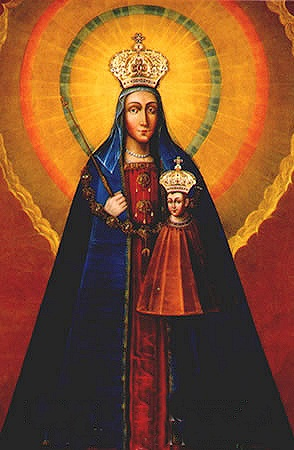
Obraz Matki Bożej Kodeńskiej

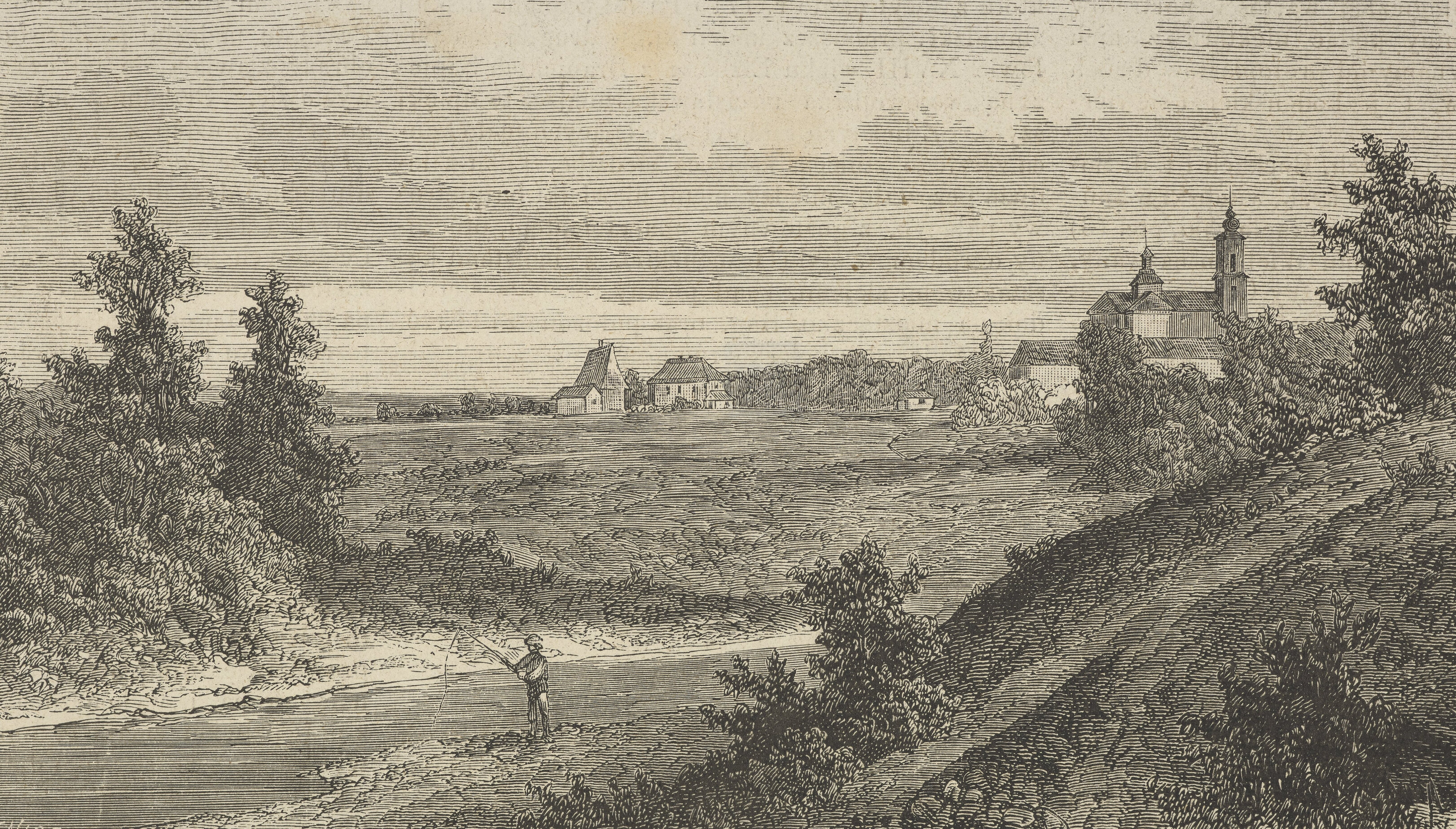
Widok Kodnia, 1872

Kodeń – wieś w Polsce, położona w województwie lubelskim, w powiecie bialskim, w gminie Kodeń. Leży na Równinie Kodeńskiej, na terasie nadzalewowej kilka metrów nad doliną Bugu, niedaleko ujścia rzeczki o nazwie Kałamanka. 
Wieś jest siedzibą gminy Kodeń. Dawne miasto – Kodeń uzyskał lokację miejską w 1511 roku, zdegradowany w 1869 roku. Miasto magnackie położone było w końcu XVIII wieku w hrabstwie kodeńskim w powiecie brzeskolitewskim województwa brzeskolitewskiego. W latach 1954–1972 wieś należała i była siedzibą władz gromady Kodeń. W latach 1975–1998 miejscowość administracyjnie należała do województwa bialskopodlaskiego.
Administracyjnie jest podzielona na trzy sołectwa Kodeń I, Kodeń II i Kodeń III. Według Narodowego Spisu Powszechnego z roku 2011 wieś liczyła  1776 mieszkańców.
Miejscowość jest siedzibą dwóch parafii: rzymskokatolickiej św. Anny oraz prawosławnej św. Michała Archanioła.
| Identyfikator | Nazwa          | Rodzaj    |
| ------------- | -------------- | --------- |
| 0013764       | Dolina         | część wsi |
| 0013793       | Kodeń Drugi    | część wsi |
| 0013801       | Kodeń Pierwszy | część wsi |
| 1021760       | Kornac         | część wsi |
| 0013824       | Kot            | część wsi |
| 0013830       | Łęgi           | część wsi |
| 0013847       | Morgi          | część wsi |
| 0013853       | Polemcy        | część wsi |
| 0013860       | Przydatki      | część wsi |
| 1021783       | Sugry          | część wsi |
| 0013882       | Wygnanka       | część wsi |
| 1021790       | Zalewsze       | część wsi |

## Historia
Pierwsze wzmianki o Kodniu pochodzą z wieku XVI, ale wiadomo, że już w XV w. istniały tu młyny wodne będące, podobnie jak cała najbliższa okolica, własnością czterech braci Ruszczyców. Od nich to pod koniec XV w. Jan Sapieha, syn Siemiona Sunigaiły, wojewoda trocki, nabył Kodeń z przyległościami. Tenże sam Sapieha, marszałek, od Zygmunta Starego nadzwyczaj lubiony, otrzymawszy darem od tego króla wiele dóbr, dostał razem przywilej w roku 1511 na założenie miasta Kodeń, obdarzył takowo prawem magdeburskiem, ustanowił targi tygodniowe i trzy jarmarki do roku. Zasadzając się na takim przywileju, wydał inny od Siebie Sapieha 1513 roku, stanowiąc burmistrza i 3 radców, w połowie wyznania rzymskiego i greckiego, z oznaczeniem sposobu ich wybierania. Jan (Iwan) Sapieha (zm. 1517) lub jego syn Paweł Sapieha, wybudował otoczony murem i wałem zespół zamkowy wraz z kaplicą, którą po raz pierwszy wzmiankuje się w 1530 roku. Między miastem a wzgórzem zamkowym zbudowano port rzeczny. W 1518 roku powstała tu parafia rzymskokatolicka, równocześnie z nią rozpoczęto budowę pierwszej cerkwi prawosławnej, którą również fundował Paweł Sapieha.
W latach 30. XVII wieku Mikołaj Sapieha wybudował w mieście renesansowy kościół św. Anny. Od 1631 roku, po przywiezieniu przez Mikołaja Sapiehę z Rzymu skradzionego obrazu (później obraz Matki Bożej Kodeńskiej), przedstawiającego malarską kopię hiszpańskiej rzeźby Matki Bożej z Guadalupe, Kodeń stał się miejscowością pielgrzymkową – obraz wprowadzono do kaplicy zamkowej 15 września 1631.
Wiek XVII i XVIII to złote lata Kodnia, który był wtedy bogatym i dobrze prosperującym miastem, mimo złupienia kościoła św. Anny przez Szwedów w 1657 roku oraz pożaru miasta i bazyliki w roku 1680. W 1686 roku odbyła się ponowna konsekracja kościoła po jego przebudowie. 15 sierpnia 1723 z inicjatywy Jana Fryderyka Sapiehy biskup łucki Stefan Rupniewski dokonał koronacji słynącego z cudów obrazu. Był to trzeci obraz koronowany na ziemiach Rzeczypospolitej, po obrazie Matki Bożej Częstochowskiej i obrazie Matki Bożej Trockiej. W XVIII wieku Elżbieta z Branickich Sapieżyna wzniosła na peryferiach Kodnia pałacyk zwany Placencją, który przejął funkcje rezydencji. W czasie zaborów właścicielami miasta zostali Braniccy, następnie Flemingowie i Czartoryscy. Kres temu okresowi położyły wojny napoleońskie, kiedy to większość zabudowań uległa spaleniu. Kolejny pożar miasta miał miejsce w 1821 roku; wtedy też bazylika doznała znacznych zniszczeń. Po upadku powstania styczniowego, w którym mieszkańcy Kodnia brali aktywny udział, utracił prawa miejskie. 6 kwietnia 1875 r. z rozkazu cara kościół św. Anny zamieniono na cerkiew prawosławną, natomiast obraz Matki Bożej w sierpniu 1875 wywieziono na Jasną Górę, skąd powrócił 4 września 1927 r.
W 1941 Niemcy utworzyli w Kodniu getto dla ludności żydowskiej. Przebywało w nim ok. 200 osób. We wrześniu 1942 getto zostało zlikwidowane, a jego mieszkańcy wywiezieni do getta w Międzyrzecu Podlaskim.
Po roku 1945 Kodeń znalazł się przy granicy – początkowo ze Związkiem Radzieckim, później z Białorusią.
W 2023 roku w Kodniu odsłonięto pomnik upamiętniający bohaterów Powstania Styczniowego 1863 i zwycięskiej Bitwy o Kodeń. 7 czerwca 2024 na historycznym rynku odsłonięto „Panteon Sapiehów” – grupę rzeźb przedstawiających dawnych właścicieli Kodnia.

## Zabytki

Herb Lubicz

- Kalwaria Kodeńska (wzgórze kalwaryjskie usypano w roku 1930)
- ruiny pałacu Sapiehów – na ruinach zamku obecnie wznosi się ołtarz polowy
- kościół pw. św. Ducha, dawniej kaplica zamkowa, z pierwszej połowy XVI wieku, budowla łącząca elementy gotyckie i renesansowe
- wielokrotnie przebudowywany pałac Placencja, letnia rezydencja Sapiehów, obecnie (2023) Dom Opieki Społecznej; piętrowy pałac wybudowany na planie prostokąta, kryty blaszanym dachem naczółkowym, od frontu ryzalit z czterema kolumnami podtrzymujący fronton z herbem Lubicz Ludwika Świderskiego i inicjałami „LS”[18]; pierwotny budynek wybudowany przez Jana Sapiehę (1642–1720), hetmana polnego litewskiego w 1688, rozbudowany przez Pawła Sapiehę (1657–1715), biskupa żmudzkiego, odbudowany przez Ludwika Świderskiego w 1928 r.
- bazylika św. Anny z lat 1629–1635[19], wybudowana z fundacji Mikołaja Sapiehy (1581–1644), w miejscu drewnianego kościoła z 1599, przebudowana w 1686 roku (wieża zachodnia) i rozbudowana w XVIII w. z niezwykle bogatą dekoracją sztukateryjną
- cudowny obraz Matki Bożej Kodeńskiej
- kaplica cmentarna pw. św. Wawrzyńca, wybudowana w latach 1683–1685 staraniem Kazimierza Władysława Sapiehy
- zabytkowa brama unicka (dzwonnica parawanowa) przy ul. Sławatyckiej
- droga krzyżowa z oryginalnymi figuralnymi rzeźbami drewnianymi autorstwa Tadeusza Niewiadomskiego – autor w konwencję drogi krzyżowej wplótł motywy z lat wojny i okupacji
- rzeźby Tadeusza Niewiadomskiego, m.in. upamiętniająca katastrofę w Czarnobylu
- klasztor Misjonarzy Oblatów Maryi Niepokalanej, dom zakonny Zgromadzenia Córek Najczystszego Serca Najświętszej Maryi Panny oraz klasztor karmelitanek
- cmentarz żydowski
- muzeum misyjno-ornitologiczne

## Transport
Przez Kodeń prowadzi droga wojewódzka:
- Terespol – Kodeń – Sławatycze – Włodawa – Dorohusk – Horodło – Zosin

Kodeń posiada bezpośrednie połączenia autobusowe z Białą Podlaską, Lublinem oraz Warszawą.
Dawniej Kodeń miał również połączenie kolejowe przez stację Kodeń. Obecnie z miejscowości nie ma do niej bezpośredniego dostępu.

## Galeria

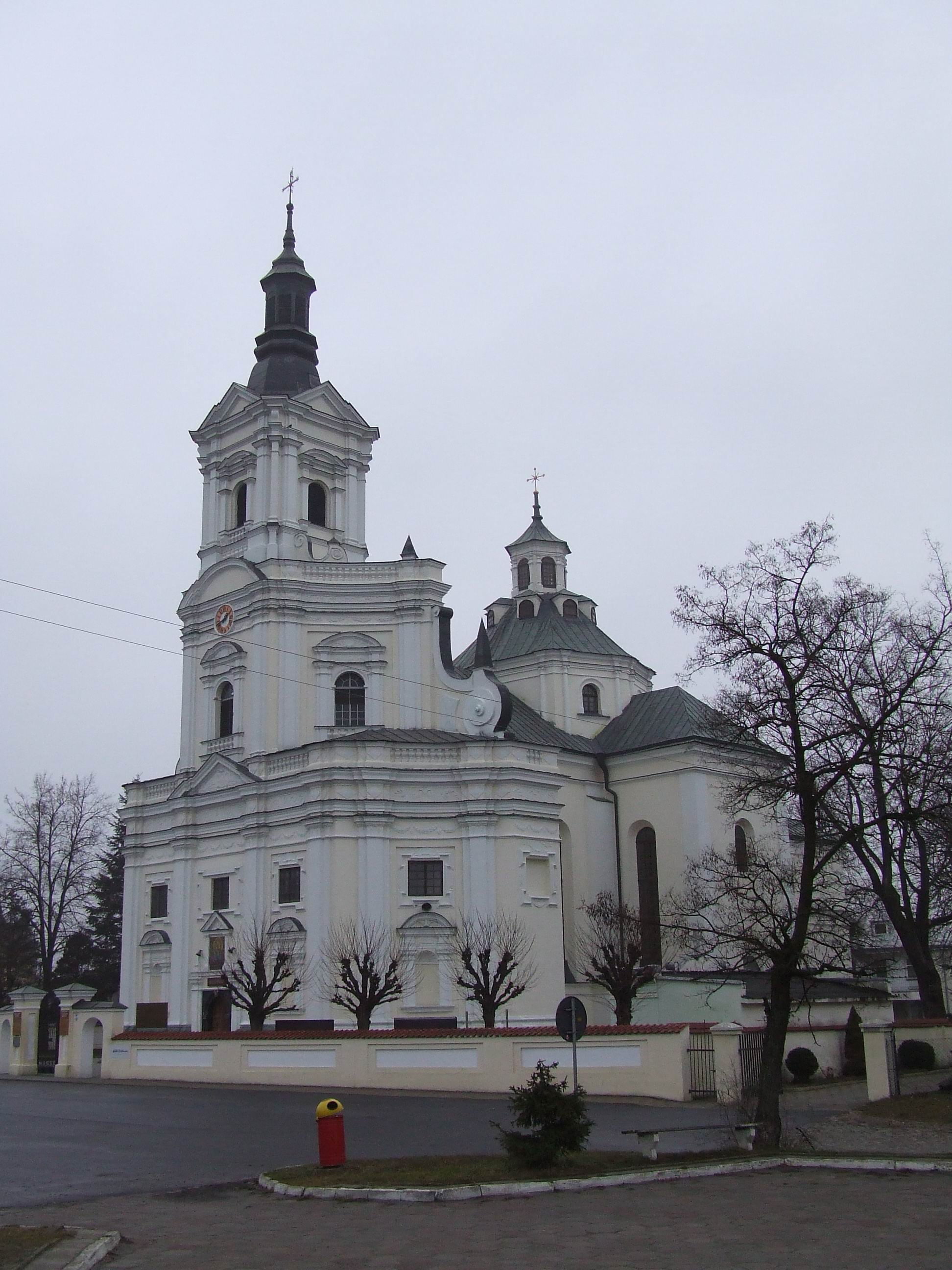
Kościół parafialny pw. św. Anny
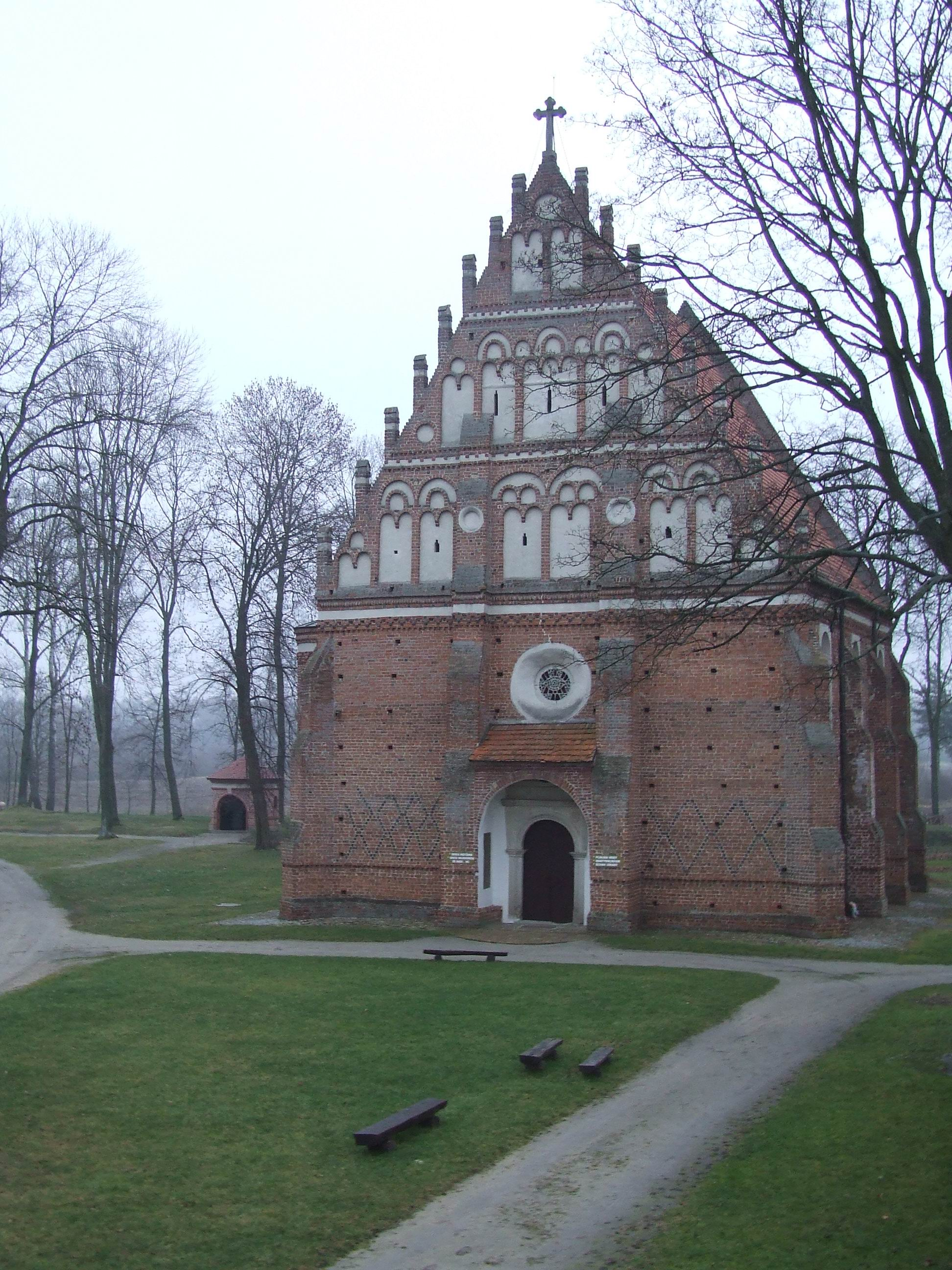
Kościół filialny pw. św. Ducha (była cerkiew neounicka) – kaplica zamkowa
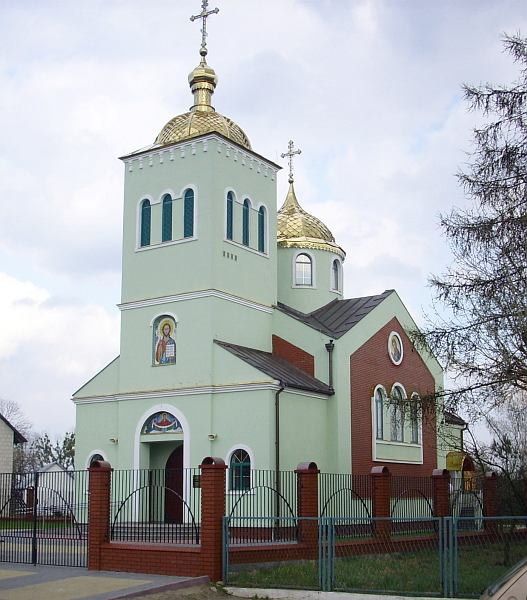
Cerkiew prawosławna pw. Świętego Ducha
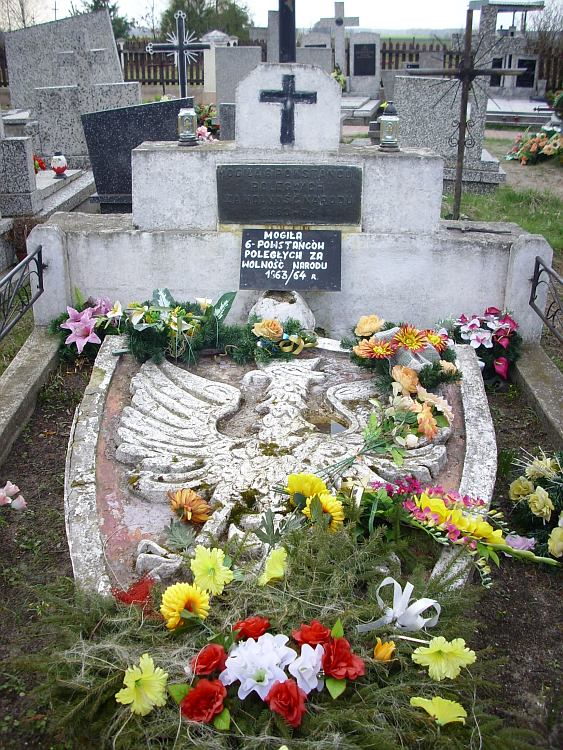
Mogiła powstańców styczniowych

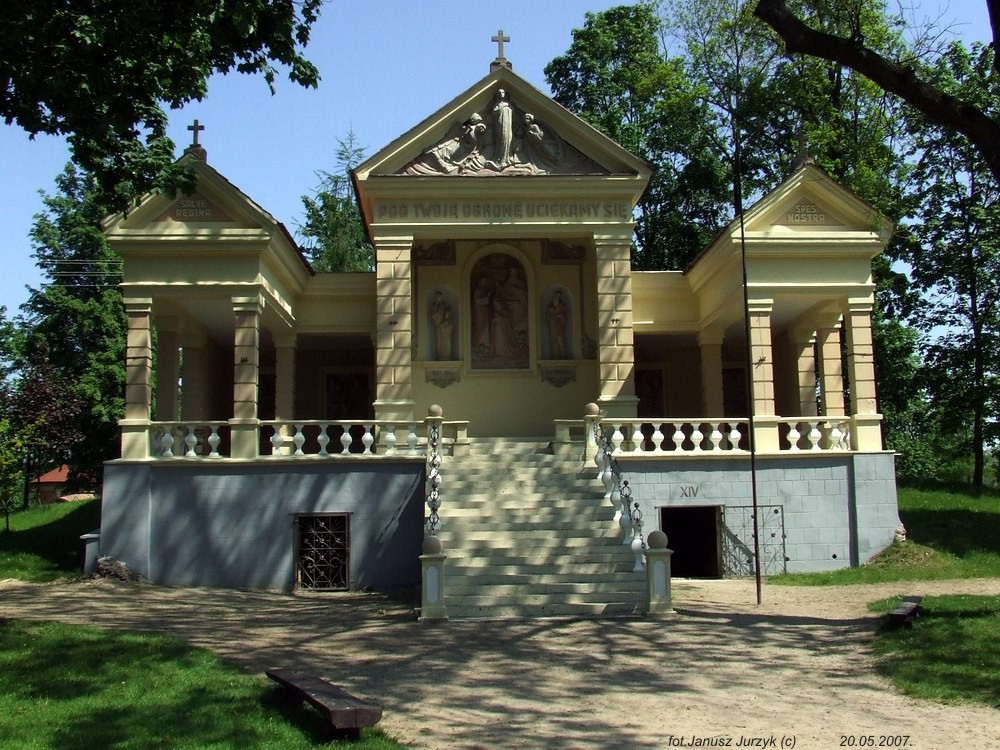
Jedna z kaplic na Kalwarii Kodeńskiej, dawny arsenał zamkowy
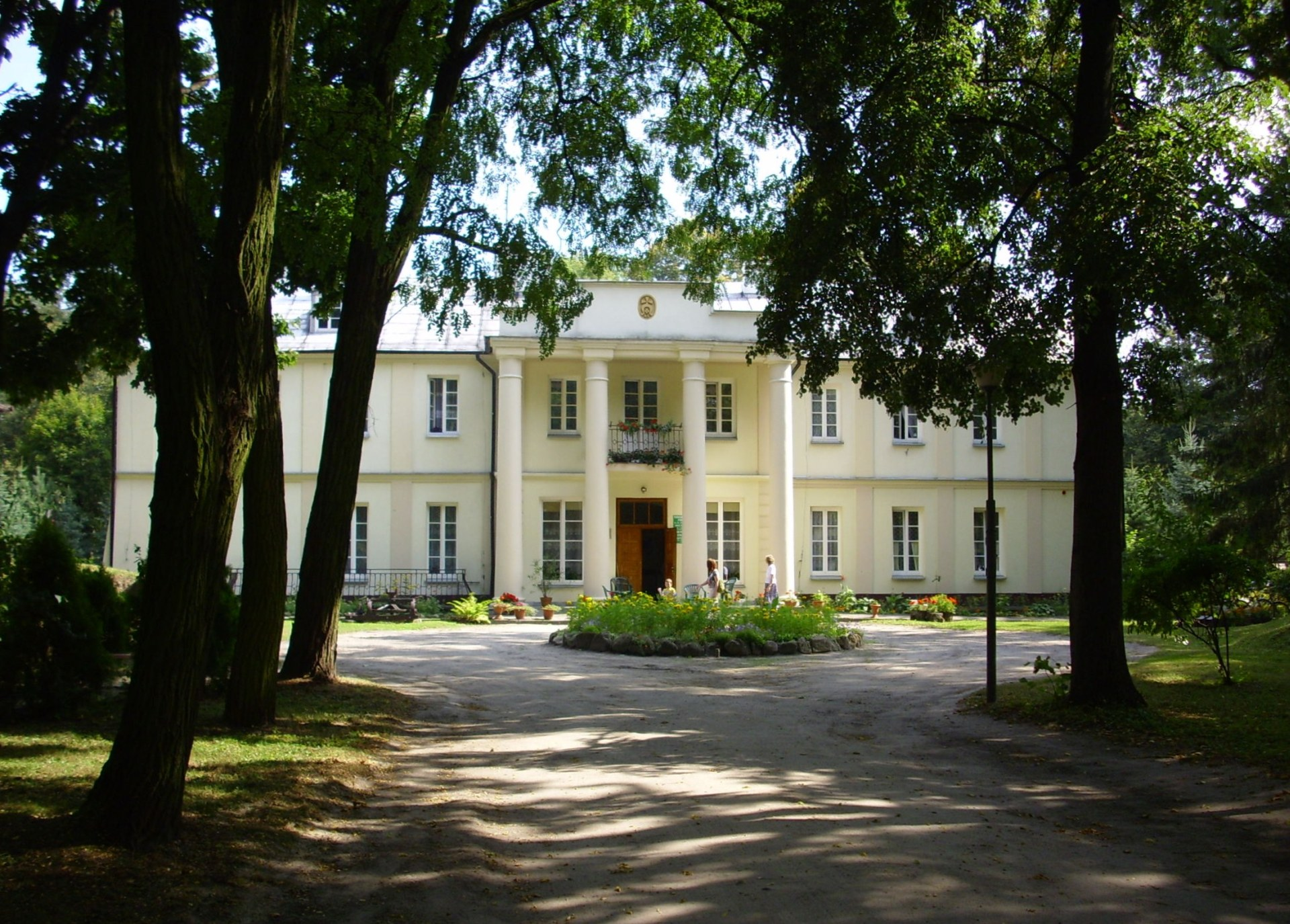
Pałacyk Placencja
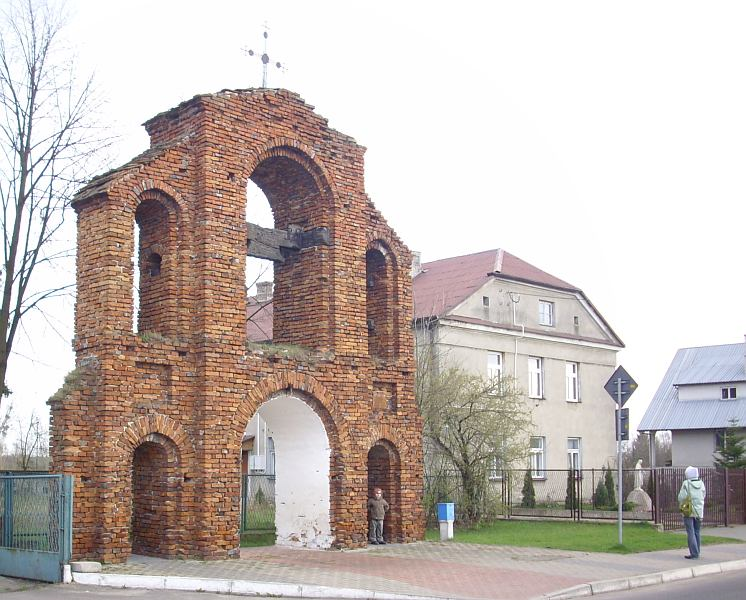
Brama unicka, dawna dzwonnica

## Szlaki turystyczne
- Nadbużański szlak rowerowy
- Szlak Renesansu Lubelskiego